# Chiesa di Sant'Anna (Bareggio)
La chiesa di Sant'Anna è una chiesa di Bareggio, sussidiaria della parrocchia della Madonna Pellegrina Mutilata, in Città metropolitana e arcidiocesi di Milano e parte del decanato di Magenta, nella zona pastorale IV di Rho.

## Storia
Una chiesa nel luogo esisteva sin dal XIII secolo, come testimoniato dal Liber Notitiae Sanctorum Mediolani e confermato nel Settecento dal Catasto Teresiano: l'antico luogo di culto viene demolito negli anni '30 per permettere la costruzione, nel 1935, di una nuova chiesa, adatta ai bisogni della popolazione.
Istituita nel 1957 come sede parrocchiale, dopo l'attentato alla statua della Madonna del 1948 ospita temporaneamente la statua sino alla costruzione del santuario della Madonna Pellegrina Mutilata che, completato nel 1960, diviene sede parrocchiale nel 1986.
Nel 1993 è oggetto di restauro interno che prevede anche l'adeguamento liturgico.

## Architettura
La piccola chiesa di Sant’Anna ha una pianta rettangolare con un’unica aula, un presbiterio e una torre campanaria. All’interno, le pareti sono intonacate e tinteggiate con colori chiari, mentre il presbiterio è abbellito da un decoro in stucco marmoreo, lesene e un timpano che ospita il tabernacolo, affiancato da dipinti di archi con paesaggi collinari. La facciata, in mattoni a vista, presenta un tetto a capanna, uno zoccolo in pietra e dettagli in cemento bianco, con un cornicione decorato da una dentellatura in cotto: il lato destro della chiesa è completamente intonacato e tinteggiato.